# Льодовикове озеро
Льодовико́ве о́зеро — озеро, що виникло в заглибинах поверхней, пов'язаних з діяльністю льодовиків. Широко представлені в Карелії, Фінляндії, на Кольському півострові, Лабрадорі тощо.

## Відомі представники

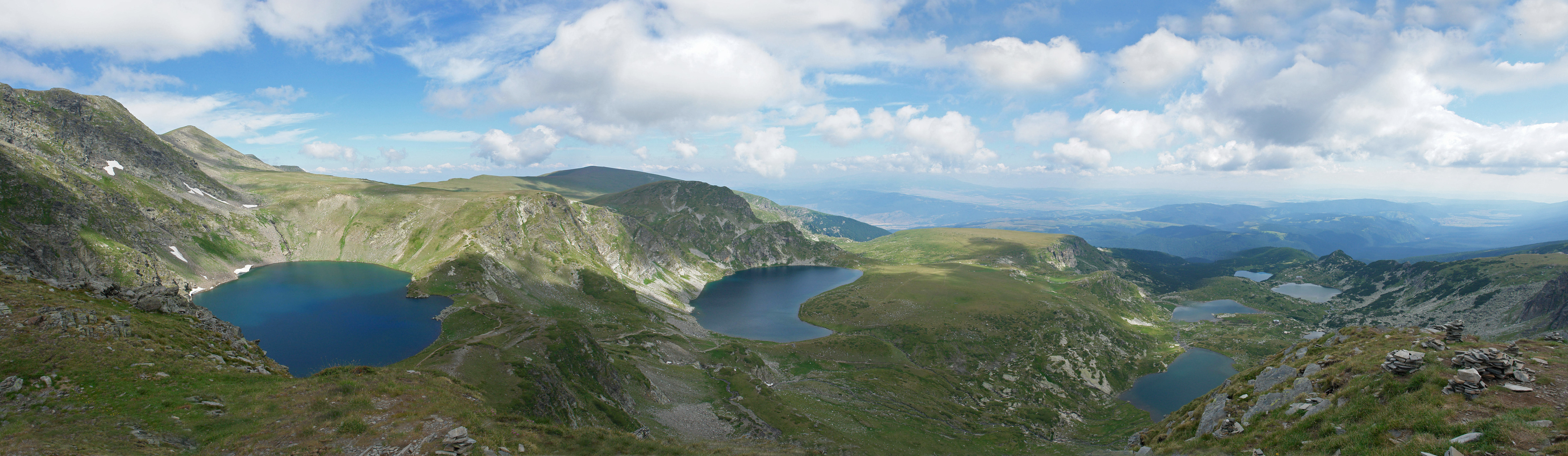
Сім Рільських озер в Рилі, Болгарія є типовими представниками льодовикових озер.

Найглибше озеро льодовикового походження — Сент-Клер, що на острові Тасманія, має глибину 200 метрів.